# S9 (Берлин)
| Линия Берлинской городской электрички |           |
|                                       |           |
| Станции                               | Пересадки |
| Flughafen Schönefeld                  |           |
| Grünbergallee                         |           |
| Altglienicke                          |           |
| Adlershof                             |           |
| Betriebsbahnhof Schöneweide           |           |
| Schöneweide                           |           |
| Baumschulenweg                        |           |
| Plänterwald                           |           |
| Treptower Park                        |           |
| Ostkreuz                              |           |
| Frankfurter Allee                     |           |
| Storkower Straße                      |           |
| Landsberger Allee                     |           |
| Greifswalder Straße                   |           |
| Prenzlauer Allee                      |           |
| Schönhauser Allee                     |           |
| Bornholmer Straße                     |           |
| Pankow                                |           |
| Pankow-Heinersdorf                    |           |
| Blankenburg                           |           |

S9 — линия Берлинской городской электрички. Линия проходит от станции Schönefeld Flughafen to Berlin-Blankenburg через:
- очень короткий отрезок Берлинского внешнего железнодорожного кольца[англ.], открытый в 1951 году и электрифицированный в 1983,
- короткий отрезок бывшего Берлинского внешнего грузового железнодорожного кольца, открытый в начале 1940-х и электрифицированный в 1983 году,
- Горлицкую линию[англ.], открытую в 1866 году и электрифицированную в 1929 году,
- Берлинское железнодорожное кольцо[англ.], завершённое в 1877 году и электрифицированное в 1926 году и
- Железнодорожная линия Берлин-Щецин[англ.], открытую 1 августа 1842 года и электрифицированную 8 августа 1924 года.